# Греда (грађевинарство)
Греда је део конструкције који је у геометријском смислу линијски (најчешће права, али може бити и крива или полигонална линија), а који стоји хоризонтално или косо (под углом мањим од 45°; ако је угао стрмији, сматра се да је у питању коси стуб).

## Врсте греда
Греда може бити: конзолна (ослоњена само на једном крају, када мора бити укљештена да би била стабилна), проста (ослоњена на два краја) или континуална (ослоњена на више ослонаца). Попречни пресек греде је обично правоугаони, мада може бити и било који други, што зависи од примењеног материјала (дрво, камен, метал, армирани бетон...) и од потреба обликовања или конструкције.

## Народно неимарство
У народном неимарству, греде су имале посебна имена, већ према месту на коме су се налазиле. Тако, на крову имамо слемењачу (на слемену), увалницу (на ували крова), гребењачу (на грбини крова), рожњачу (која прима рогове у распону, а не на крајевима) и венчаницу (која везује рогове за зид); код крова са вешаљком и окагачу (о коју се окаче тавањаче); онда тавањачу (која носи плафон), подњачу (носи под) и темељњачу (која код дрвених кућа, носи читав зид).

## Статички систем
Основна једначина за прорачун статичких утицаја греде је Ојлер-Бернулијева једначина, којом се прорачунавају савијање и угиб. Греда је обично оптерећена на савијање, али може бити оптерећена и на извијање, затезање или притисак, у зависности од остатка конструктивног склопа.